# Große Ohe (Ilz)
Die Große Ohe im Bayerischen Wald ist der 25 km lange, orographisch rechte, nordnordwestliche und wasserreichere der beiden Quellflüsse der Ilz im bayerischen Landkreis Freyung-Grafenau.

## Geographie

### Verlauf
Die Große Ohe entspringt im Nationalpark Bayerischer Wald. Ihre höchstgelegene Quelle (⊙), jene des Seebachs, liegt etwa 720 m ostnordöstlich vom Gipfel des Großen Rachels (1451,7 m ü. NHN) auf rund 1304 m Höhe in der Seewand, die nach Süden steil zum Rachelsee (1070,5 m) abfällt. Auch nach seinem Abfluss aus dem Rachelsee heißt der Bach zunächst weiter Seebach. Er nimmt nach wenigen Kilometern Fließstrecke von links den Hinteren Schachtenbach auf. Kurz darauf folgt die Vereinigung (771,8 m) mit dem ebenfalls von links kommenden, kürzeren und einzugsgebietsärmeren Vorderen Schachtenbach zur Großen Ohe.
Die erste Ortschaft an der Großen Ohe, die sie nach Wechsel aus dem Nationalpark in den Naturpark Bayerischer Wald erreicht, ist Riedlhütte, es folgt Spiegelau. Hier wird am südlichen Ortsrand ein Teil des Wassers zwecks Stromerzeugung in einen künstlichen Kanal abgeleitet, der unter anderem mittels eines Stollens einen Berg durchquert, den nördlich der Ortschaft Großarmschlag liegenden Stausee Großarmschlag durchläuft und nach einer weiteren unterirdischen Teilstrecke westlich von Großarmschlag ein Kraftwerk antreibt. Die Große Ohe selbst durchfließt parallel dazu die Steinklamm. Die nächsten Ortschaften sind Hartmannsreit, wo die Große Ohe zum Hartmannsreiter Stausee aufgestaut wird, und Schönberg.
Hiernach vereinigt sich die Große Ohe etwa 800 m östlich von Eberhardsreuth auf rund 430 m Höhe mit der kürzeren Kleinen Ohe (Grafenauer Ohe) zur Ilz, einem nördlichen Zufluss der Donau.

### Zuflüsse
Vom Zusammenfluss der Oberläufe bis zum Zusammenfluss zur Ilz. Länge und Einzugsgebiet nach dem amtlichen Gewässerverzeichnis. Andere Quellen für die Angaben sind vermerkt.
Auswahl
- Seebach, rechter Oberlauf, 5,3 km  und 13,2 km²
- Vorderer Schachenbach, linker Oberlauf, 2,8 km und 5,9 km²
- (Bach am Taferlruck), von links, 1,1 km und 0,5 km²
- Schwarzer Kiesgraben, von links, 1,5 km und 1,1 km²
- (Bach vom Kohlstatthäu), von rechts, 1,3 km und 0,4 km²
- Guglödgraben, von links, 1,2 km und 0,8 km²
- Waldwiesengfällbachl, von rechts
- Grabenwiesbach, von links, 2,1 km und 4,3 km²
- Alter Triftkanal, von rechts, über 0,3 km und 1,1 km²
- Ölbach, von rechts, 4,3 km und 4,0 km²
- Markierungsgraben, von rechts am Ortsanfang von Spiegelau, 1,2 km und 1,6 km²
- Schwarzach, von rechts in Spiegelau, 8,0 km und 21,2 km²
- →(Abgang eines Kanals bei Spiegelau-Pronfelden), nach links
- Krebsenbach, von rechts, 2,5 km und 2,3 km²
- (Bach von nahe dem Stausee Großarmschlag), von links, 0,7 km und 0,3 km²
- (Bach nahe Hirschschlag), über 0,3 km und 0,7 km²
- Rehberggraben, von rechts, 0,4 km und 0,7 km²
- (Rückfluss des bei Spiegelau-Pronfelden abgeleiteten Kanals), von links, 5,4 km und 2,6 km². Fließt abschnittsweise in einem Stollen und durchläuft den Stausee Großarmschlag
- Brunndobelgraben, von links, 0,4 km und 0,2 km²
- Schildertschlaggraben, von links, 0,7 km und 0,9 km²
- (Bach aus Richtung Langfeld), von links, 1,1 km und 1,0 km²
- Bründlreuthgraben, von rechts bei Rehbruck, 2,0 km und 2,0 km²; mündet nach zuletzt einem unterirdischen Ḱanalabschnitt in den Ohestausee Hartmannsreit
- Groißenbach, von rechts, 2,4 km und 1,8 km²
- Hoferbach, von rechts vor Schönberg-Stadelmühle, 1,9 km und 1,6 km²
- Burgstaller Bach, von rechts bei Schönberg-Grubmühle, 1,0 km und 1,0 km²
- Köpplhofgraben, von links
- (Auengraben), von rechts nahe Mitternach, 0,9 km und 0,6 km²
- Mitternacher Ohe, von rechts nahe Mitternach, 23,6 km mit dem Gesamtstrang Schindelaubach → Röhrnachbach → Röhrnachmühlbach → Mitternacher Ohe und 114,0 km²
- (Zufluss vom Oberen Ruck), von rechts, über 0,2 km und 0,1 km²
- (Auengraben), von links am Flugplatz Elsenthal-Grafenau, über 0,2 km und 0,1 km²

## Sonstiges
Pegelmessstationen an der Großen Ohe befinden sich am Taferlruck und bei Schönberg.
Unter der Kennziffer FRG-04 wird das von der Großen Ohe durchflossene Landschaftsschutzgebiet (LSG) Große Ohe von der Steinklamm bis zu Stadlmühle bei der Regierung von Niederbayern geführt.
Nur bei außerordentlich reichlichem Wasseranfall, etwa auf Schnee folgendem starken Regen, wird die Steinklamm (trotz Ausleitung) durch ausreichende Wasserführung als schwieriges Wildwasser befahrbar.

## Bilder

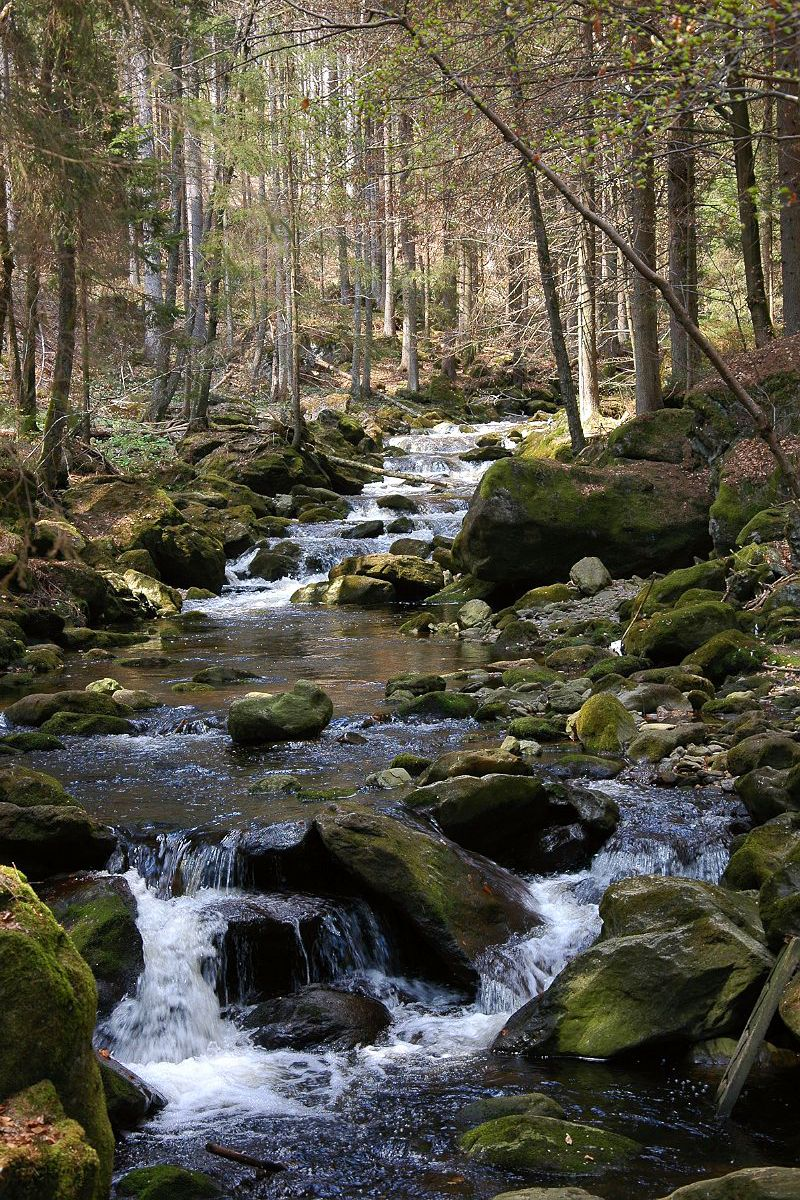
Große Ohe unterhalb der Steinklamm